# OECC120F1
OECC120F1 – francuski pocisk kumulacyjny. Wystrzeliwany z gładkolufowych armat czołgowych kalibru 120 mm. Wchodzi w skład jednostki ognia czołgu Leclerc.

## Dane taktyczno-techniczne
- Kaliber: 120 mm
- Masa pocisku: 14,4 kg
- Prędkość wylotowa: 1100 m/s
- Przebijalność: 450 mm[1]